# دجاج بي كي المقلي
دجاج بي كي المقلي هو منتج دجاج مقلي تبيعه سلسلة مطاعم الوجبات السريعة العالمية برغر كنج. بدأت سلسلة المطاعم العالمية الشهيرة تقديم هذا المنتج لأول مرة عام 2005 كمقدمة لتوسعة قائمة منتجات برغر كنج من اللحوم بعدد من المنتجات عالية الجودة التي تستهدف فئة الذكور الذين تتراوح أعمارهم بين 24 و36 عامًا، وكانت تعتزم أن يصبح الدجاج المقلي أحد أهم منتجاتها الموجهة للبالغين، والمصنوعة من مكونات عالية الجودة. كان تغليف المنتج مصمم بشكل خاص يناسب متطلبات مستهلكي الوجبات الخفيفة كي يكون أسهل في التعامل معه، وليناسب حاملات الأكواب الموجودة في السيارات.
توقف إنتاجه في الولايات المتحدة الأمريكية في عام 2012، ولكن استمر بيعه في بعض الأسواق الأخرى مثل إيطاليا، ثم أعيد تقديمه لفترة محدودة في أمريكا الشمالية في أغسطس 2014، ثم أعيدت إضافته إلى قائمة المنتجات الدائمة في مارس 2015 في أكثر من 30 دولة حول العالم.
كلفت برغر كنج شركة الدعاية الأمريكي كريسبين، بورتر + بوغوسكي بإعداد حملة إعلانية للدعاية للمنتج، إلا أن الحملة الإعلانية تعرضت للكثير من الانتقادات بسبب انتهاكها لحقوق الملكية الفكرية لفرقة موسيقى النيو ميتال الأمريكية سليبنوت التي تقدمت بدعوى قضائية ضدها. اتجهت برغر كنج بعد ذلك للإعلان عن منتجها عبر المنصات الرقمية ومواقع التواصل الاجتماعي.

## التاريخ
بدأت سلسلة مطاعم برغر كنج العالمية الشهيرة في تقديم الدجاج المقلي عام 2005 كجزء من عملية التوسع في قائمة الأطعمة التي تقدمها بهدف جذب المزيد من العملاء الذكور في الفئة العمرية ما بين 18 و34 عام، والذين يتناولون الوجبات السريعة في المطاعم عدة مرات أسبوعيًا، أضافت برغر كنج لقائمة الأطعمة إلى جانب الدجاج المقلي بعض الخيارات الأخرى مثل شطائر تندرغريل، وتندركريسب، والأنغوس بهدف جعل قوائم طعامها أكثر تعقيدًا وتنوعًا مما يرفع من متوسط قيمة أسعار الشيكات، وتوسعة نطاق عروضها في سوق الوجبات السريعة.
أوقفت برغر كنج تقديم المنتج في يناير 2012، ثم استبدلته بمنتج آخر من شرائح الدجاج في مارس من نفس العام، إلا أن الكثير من محبي المنتج قد طالبوا باعادته إلى قائمة المطعم، فبحسب موقع بيزنس إنسايدر كان منتج دجاج بي كي المقلي واحدًا من أكثر 17 منتجًا من الوجبات السريعة التي يرغب الجمهور لإعادتها لقوائم مطاعم الوجبات السريعة. أعادت برغر كنج منتج الدجاج المقلي إلى قوائمها في أغسطس 2014 ولاقى هذا قبولًا إيجابيًا كبيرًا ممزوجًا بخيبة الأمل من الجمهور الذي طالب بعودة دجاج بي كي المقلي لأن عودته للقائمة كانت لفترة محدودة، إلى أن قررت برغر كنج في مارس 2015 إعادة المنتج بشكل دائم إلى قائمة طعامها في 30 دولة حول العالم في إطار السياسة الجديدة التي انتهجتها بتقديم عدد قليل من الأطعمة التي لها جاذبية سوقية أكبر للتغلب على ارتفاع أسعار لحوم البقر في الولايات المتحدة الأمريكية منذ يونيو 2014 بسبب تناقص أعداد الأبقار. حققت إعادة تقديم المنتج نجاحًا باهرًا للشركة فقد ازدادت مبيعات الشركة بنسبة 3.1٪ في عام 2014، وحققت في الربع الثاني من عام 2015 نموًا في المبيعات المماثلة بنسبة 7.9٪.

## الوصف
دجاج بي كي المقلي هو عبارة عن قطع الدجاج المقلية والمغطاة بطبقة من البقسماط. كان المنتج في البداية يباع بثلاثة أحجام مختلفة؛ يحتوى أحدها على ستة قطع دجاج، والثاني على تسعة قطع، والثالث إثنتي عشرة قطعة، بالإضافة إلى حجمين إضافيين كانا متوفرين لفترة محدودة يحتوي أحدهما على ثلاثة قطع والآخر على 36 قطعة دجاج. وحين أعيد تقديم الدجاج المقلي في 2014 كان الججم المتاح فقط هو العبوة التي تحتوي على تسع قطع بسعر 2.89 دولارًا أمريكيًا. وفرت برغر كنج كذلك في صيف 2015 إلى جانب وجبات قطع الدجاج العادية، وجبات من قطع الدجاج الحارة المغطاة بطبقة من مزيج فتات الخبز مع الفلفل الحار والفلفل الأسود والتوابل الأخرى بدلًا عن طبقة الخبز العادية، كما أتاحت مع الوجبة طلب صلصة الدجاج المقلي التي هي مزيج من صلصلة الباربيكيو مع خردل العسل.

### التغليف

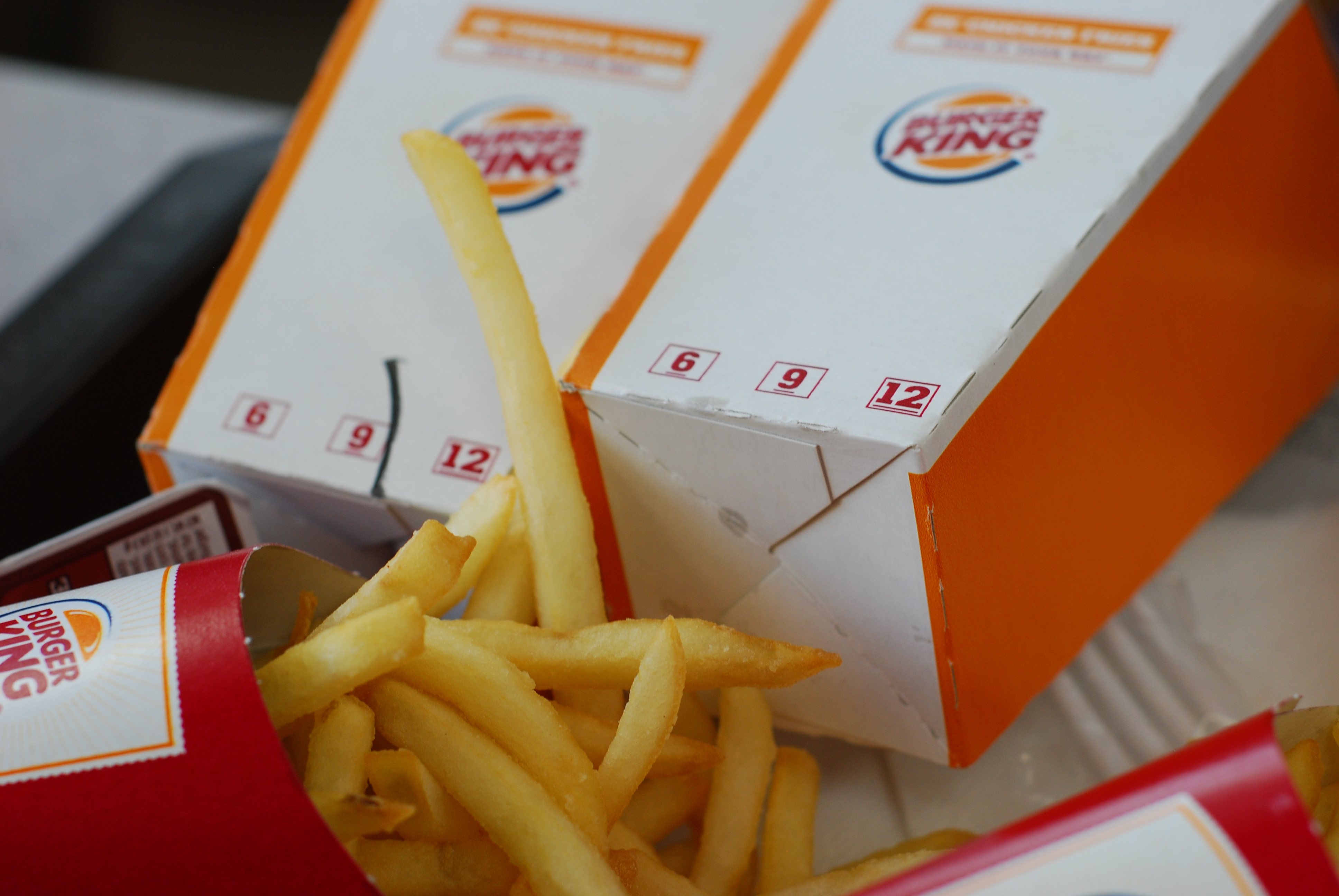
عبوات دجاج وبطاطس بي كي الورقية

ساهم تصميم عبوة التغليف مربعة الشكل التي تستقر بسهولة داحخل حوامل الأكواب في السيارات على جعل دجاج بي كي المقلي هو منتج الدجاج الموجه للبالغين الأكثر شيوعًا في الولايات المتحدة الأمريكية في ذلك الوقت. والذي يسهل تناوله والتعامل معه أثناء القيادة دون جهد كبير. صممت كذلك عبوة البطاطس المقلية بشكل فريد لتؤدي ذات الغرض، وقد أطلق عليها اسم «فراي بود» وهي مسجلة كعلامة تجارية، وحاصلة على براءة اختراع، وهي عبارة عن كوب ورقي دائري الشكل ليستقر في حامل الأكواب، ومصنوع من مواد معاد تدويرها بنسبة 50٪، كما حصل تصميم العبوة على تقدير مشرف في مسابقة تصميم صناعة التعبئة والتغليف من معهد خدمات الأغذية والتعبئة في عام 2007.